# Marcel Caruel
Œuvres principales
- Des chansons dans la brume (1931)

Marcel Caruel, né le 24 février 1893 à Le Cateau-Cambrésis et mort le 2 mars 1955 à Reims, est un entomologiste, un poète et un écrivain français.

## Biographie
Fils de Jean Baptiste Caruel, négociant, et de Marguerite Petit, Caruel est surnuméraire des contributions directes à la veille de la Première Guerre mondiale. Mobilisé en août 1914, il est blessé à plusieurs reprises et cité à l'ordre de sa brigade en 1917, ce qui lui vaut d'obtenir la Croix de guerre avec deux étoiles de bronze.
Caruel publie ses premiers poèmes de guerre en 1922. Devenu contrôleur principal des contributions directes, il fonde avec Jean-Paul Vaillant la Société des écrivains ardennais en 1925. Il obtient le prix François Coppée de l'Académie française pour son recueil Des chansons dans la brume en 1931.

## Œuvres
- Pleurs et délassements. Poèmes de guerre, 1922.
- A l'ombre de l'Ardenne, 1924.
- Avec le 91e d'infanterie de Mézières à la Marne et quinze anecdotes de guerre, 1925.
- Des chansons dans la brume, 1931.
- Légendes ardennaises, 1949.